# NGC 516
NGC 516 је спирална галаксија у сазвежђу Рибе која се налази на NGC листи објеката дубоког неба.
Деклинација објекта је + 9° 33' 7" а ректасцензија 1h 24m 8,0s. Привидна величина (магнитуда) објекта NGC 516 износи 13,3 а фотографска магнитуда 14,2. NGC 516 је још познат и под ознакама UGC 946, MCG 1-4-48, CGCG 411-46, PGC 5148.